# Steve Barron
Steve Barron (Dublino, 9 maggio 1956) è un regista, sceneggiatore, produttore cinematografico e produttore televisivo irlandese.

## Biografia
Steve è nato a Dublino, figlio del regista Zelda Barron. Il suo debutto come regista risale al 1979; negli anni ottanta ha diretto soprattutto video musicali come Time for Action dei Secret Affair, Don't You Want Me degli Human League, Temptation degli Heaven 17, Billie Jean di Michael Jackson, Africa e Rosanna dei Toto, Take on Me e The Sun Always Shines on T.V. degli a-ha, Burning Up di Madonna e alcuni videoclip per Bryan Adams.
Nei primi anni novanta Barron ha diretto 8 video, l'ultimo di questi riprende David Bowie nella canzone As the World Falls Down del 1993.
Nel 1984 è stato regista della commedia Electric Dreams e successivamente di parecchi episodi della serie televisiva Storyteller prima del ritorno nel grande schermo alla direzione di film come Tartarughe Ninja alla riscossa nel 1990, Le straordinarie avventure di Pinocchio nel 1996, Rat nel 2000 e Mike Basset: Manager Inglese nel 2001.
Barron ha anche diretto alcune miniserie di successo come Merlino (1998), Arabian Nights (2000) e DreamKeeper (2003) per la Hallmark Entertainment.

## Filmografia

### Cinema
- Electric Dreams (1984)
- Tartarughe Ninja alla riscossa (1990)
- Teste di cono (1993)
- Le straordinarie avventure di Pinocchio (1996)
- Rat (2000)
- Mike Bassett: England Manager (2001)
- Choking Man (2006)
- Mike Bassett: Interim Manager (2016)

### Televisione
- The Storyteller - serie TV, 3 episodi (1988)
- Merlino - miniserie TV (1998)
- Il principe delle favole - miniserie TV (2000)
- L'isola del tesoro - miniserie TV (2012)

### Video musicali
- Bryan Adams - Cuts Like a Knife, Heaven, Summer of '69
- A-ha - Cry Wolf, Take on Me, The Living Daylights, Butterfly Butterfly (The Last Hurrah)
- Culture Club - Church of the Poison Mind, Do You Really Want to Hurt Me, It's a Miracle, Karma Chameleon, Miss Me Blind, Time (Clock of the Heart)
- Def Leppard - Let's Get Rocked
- Dire Straits - Money for Nothing
- Thomas Dolby - She Blinded Me with Science
- Fun Boy Three - T'aint What You Do (It's the Way That You Do It)
- Eddy Grant - Electric Avenue
- Heaven 17 - Let Me Go, Penthouse and Pavement
- Joe Jackson - Real Men, Steppin' Out
- Michael Jackson - Billie Jean
- Madonna - Burning Up
- Paul McCartney - Pretty Little Head
- Secret Affair - My World, Sound of Confusion, Time for Action
- Tears for Fears - Mad World, Pale Shelter
- The Human League - Don't You Want Me
- Toto - Africa, Rosanna
- ZZ Top - Rough Boy